# Terret
Als Terret wird eine Weißweinsorten-Familie bezeichnet, deren Mitglieder zu den ältesten Sorten im Languedoc im Süden Frankreichs gehört. Sie bilden spontan zahlreiche Mutationen in verschiedenen Farben, die häufig zusammen auf einem Rebstock und manchmal sogar auf einer Traube zu finden sind. So findet man beispielsweise auf einer Traube gemeinsam weiße und rote Beeren.
Innerhalb der Terret-Familie bildeten sich die Spielarten Terret Blanc, Terret Gris und Terret Noir aus. Diese drei Sorten belegen in Frankreich noch ca. 3600 Hektar Rebfläche.
Terret-Spielarten sind anfällig gegen echten Mehltau und falschen Mehltau. Sie reifen spät und geben säurebetonte, leichte Weine.